# Viola sheltonii
Viola sheltonii är en violväxtart som beskrevs av John Torrey. Viola sheltonii ingår i släktet violer, och familjen violväxter. Inga underarter finns listade i Catalogue of Life.